# Neil Staite
Neil Staite es un deportista británico que compitió en remo. Ganó tres medallas en el Campeonato Mundial de Remo entre los años 1986 y 1990.

## Palmarés internacional
| Campeonato Mundial | Campeonato Mundial       | Campeonato Mundial | Campeonato Mundial        |
| Año                | Lugar                    | Medalla            | Prueba                    |
| ------------------ | ------------------------ | ------------------ | ------------------------- |
| 1986               | Nottingham (Reino Unido) | Medalla de plata   | Cuatro sin timonel ligero |
| 1987               | Copenhague (Dinamarca)   | Medalla de plata   | Cuatro sin timonel ligero |
| 1990               | Tasmania (Australia)     | Medalla de bronce  | Ocho con timonel ligero   |